# Urbeis
Urbeis – miejscowość i gmina we Francji, w regionie Grand Est, w departamencie Dolny Ren.
Według danych na rok 1990 gminę zamieszkiwały 222 osoby, a gęstość zaludnienia wynosiła 19 osób/km² (wśród 903 gmin Alzacji Urbeis plasuje się na 649. miejscu pod względem liczby ludności, natomiast pod względem powierzchni na miejscu 203.).